# Краузе, Питер
Питер Уильям Краузе (англ. Peter William Krause; род. 12 августа 1965) — американский актёр. Номинант на премии «Золотой глобус» и «Эмми». Наиболее известен по ролям в сериалах «Ночь спорта» (1998–2000), «Клиент всегда мёртв» (2001–2005) и «Грязные мокрые деньги» (2007–2009), «Родители» (2010–2015), «Улов» (2016–2017) и «9-1-1» (2018 – 2025)

## Жизнь и карьера
Питер Краузе родился 12 августа 1965 года, в Алегзандрии (штат Миннесота) в семье двух учителей. У Питера есть брат и сестра — Майкл и Эми.
В юности занимался спортивной гимнастикой, но из-за травмы был вынужден прекратить карьеру. Поступил в колледж Густава Адольфа в городе Сент-Питер на факультет английской литературы. По окончании колледжа переехал в Нью-Йорк, где окончил престижный нью-йоркский университет магистром изобразительных искусств актёрской программы — Master of Fine Arts Acting Program. Во время обучения в Нью-Йорке работал барменом с будущим актёром и сценаристом Аароном Соркиным. После окончания университета, Питер переехал в Лос-Анджелес и начал работать на телевидении.
У Краузе есть сын Роман (род. 2001) от прошлых отношений. с 2010 по 2022 год он состоял в отношениях с актрисой Лорен Грэм, коллегой по сериалу «Родители».

## Фильмография
| Год       |     | Русское название            | Оригинальное название                        | Роль                            |
| --------- | --- | --------------------------- | -------------------------------------------- | ------------------------------- |
| 1987      | ф   | Кровавый урожай             | Blood Harvest                                | бойфренд                        |
| 1990—1991 | с   | Кэрол и компания            | Carol & Company                              | различные персонажи             |
| 1992      | с   | Сайнфелд                    | Seinfeld                                     | Тим                             |
| 1992      | тф  | Убийца                      | Double Edge                                  | охранник на входе               |
| 1992      | с   | Беверли-Хиллз, 90210        | Beverly Hills 90210                          | Джей Турман                     |
| 1994      | с   | Эллен                       | Ellen                                        | Тим                             |
| 1995—1997 | с   | Сибилл                      | Cybill                                       | Кевин Блэндерс                  |
| 1995      | с   |                             | The Great Defender                           | Кросби Колфилд III              |
| 1995      | с   |                             | University Hospital                          | Роджер Кент                     |
| 1995      | с   |                             | If Not for You                               | Эллиот                          |
| 1995      | с   | Каролина в Нью-Йорке        | Caroline in the City                         | Питер Уэлмерлинг                |
| 1996      | с   | Братская любовь             | Brotherly Love                               | Том                             |
| 1996      | с   | Шоу Дрю Кэри                | The Drew Carey Show                          | Том                             |
| 1997      | с   | Нас пятеро                  | Party of Five                                | Дэниел Массер                   |
| 1997      | с   | Третья планета от Солнца    | 3rd Rock from the Sun                        | Питер Коннелли                  |
| 1997      | ф   | Личная жизнь                | Lovelife                                     | Тим                             |
| 1998      | ф   |                             | My Engagement Party                          | Дэвид Сальсбург                 |
| 1998      | ф   |                             | Melting Pot                                  | Педро Марине                    |
| 1998      | ф   | Шоу Трумана                 | The Truman Show                              | Лоуренс                         |
| 1998—2000 | с   | Ночь спорта                 | Sports Night                                 | Кейси Макколл                   |
| 1998      | с   |                             | Style & Substance                            | Стив                            |
| 1999      | с   | Спин-Сити                   | Spin City                                    | Кэйси Маккэл                    |
| 2000      | кор |                             | It's a Shame About Ray                       | мистер Хэнкс                    |
| 2001—2005 | с   | Клиент всегда мёртв         | Six Feet Under                               | Натаниэль Сэмюэль Фишер-младший |
| 2004      | ф   | Мы здесь больше не живём    | We Don't Live Here Anymore                   | Хэнк Эванс                      |
| 2006      | ф   | Гражданская ответственность | Civic Duty                                   | Терри Аллен                     |
| 2006      | мтф | Потерянная комната          | The Lost Room                                | Джо Миллер                      |
| 2007—2009 | с   | Грязные мокрые деньги       | Dirty Sexy Money                             | Ник Джордж                      |
| 2010—2015 | с   | Родители                    | Parenthood                                   | Адам Брэйверман                 |
| 2011      | ф   | Страшно красив              | Beastly                                      | Роб Кингстон                    |
| 2014      | мтф |                             | Parenthood: Friday Night at the Luncheonette | Адам Брэйверман                 |
| 2015      | ф   | Ночные совы                 | Night Owls                                   | Уилл Кэмпбелл                   |
| 2016—2017 | с   | Улов                        | The Catch                                    | Бенджамин Джонс                 |
| 2018—2025 | с   | 9-1-1                       | 9-1-1                                        | Бобби Нэш                       |

## Награды и номинации
В 2002 и 2003 годах номинирован на «Золотой глобус» в категории «Лучшая мужская роль на ТВ (драма)» за «Клиент всегда мёртв».
В 2002, 2003 и 2006 годах номинирован на премию «Эмми» как лучший актёр в драматическом сериале — «Клиент всегда мёртв» («Six Feet Under»).